# 2018年冬季奧林匹克運動會相關問題
2018年2月在大韩民国平昌郡举办的2018年冬季奥林匹克运动会出现一系列的相关问题，引起了媒体和公众的关注。

## 主辦問題
此前朴槿惠政府的干政事件，引起人民對賽事信心的動搖。

## 安全問題
朝鮮核問題導致朝鮮半島局勢不穩，多個國家一度提出不想到平昌參加冬季奧運會。
奥运会前夕，朝鲜加紧核试验，频繁试射导弹，外界普遍担忧本届奥运会的安全。2017年9月20日，韩国总统文在寅承诺会确保奥运会安全。次日，法国青年事务与体育部长劳拉·弗莱塞尔-科洛维奇表示如果该国代表团的安全无法得到保障，将退出本届奥运 。
次日，澳大利亚和德国也表达类似的担忧，也表示会退出奥运会。后来，法国重申会参赛。2017年12月初，美国常驻联合国代表妮基·黑利告诉福斯新闻频道，美国是否会参加奥运会已成了“公开的疑问”，表示担忧地区安全问题。然而，几天后白宫新闻秘书莎拉·桑德斯表示美国“打算参赛”，将会出席。伴随朝鲜宣布参加冬奥会，由与金正恩争执不下、嘴仗不断的特朗普管制的政府有讨论过抵制奥运会，直到副总统迈克·彭斯携妻子凯伦出席奥运会开幕式时，担忧才放下来。

## 參賽問題

### 俄羅斯

获批參賽的俄罗斯奥运会运动员标志。

2017年12月5日，国际奥委会宣布立即禁止俄罗斯奥委会参加2018年冬奥会。此前没有违反禁药规定且尿检历史一直良好的运动员可以在奥运五环旗下以“俄罗斯奥运运动员”身份参赛。依照法令条款，俄罗斯政府官员被禁止出席奥运会，国旗和国歌都不能出现，改用奥林匹克旗和奥林匹克圣歌。2017年12月20日，奥委会提议代表团制服使用替代标志（见右方）。国际奥委会主席托马斯·巴赫表示：“在遵循正当程序后，国际奥委会对这一系统性的操纵行为进行了按比例的制裁，同时保护清白运动员。”
到2018年1月，奥委会按照奥斯瓦尔德委员会制裁了索契冬奥会的43名俄罗斯运动员，禁止他们参加2018年及日后的奥运会。除了其中一名运动员，所有人就他们的禁令上诉至国际体育仲裁院。仲裁院推翻了对28名运动员的制裁，恢复他们在索契获得的奖牌和成绩，但确认有足够的证据维持对11名运动员的制裁。国际奥委会在声明表示：“仲裁院决定结果并不意味着28名运动员将被邀请参加奥运会，不被制裁不会自动获得邀请特权”，“该案可能会对未来的反禁药运动产生严重影响。”国际奥委会认为，值得注意的是，国际体育仲裁院秘书长“坚称仲裁院的决定并不意味28名运动员是清白无辜的”，会考虑对仲裁结果提出上诉。仲裁院还决定应该仅禁止39名运动员参加2018年冬奥会。3名俄罗斯运动员仍然等待在2018年奥运会过后进行听证。仲裁院决定公布后，28名赢得仲裁的运动员中，有15名（其中2名已退役，如今担任教练）申请奥运会邀请，但被国际奥委会拒绝.。
俄罗斯曾考虑为本届奥运会派出500名备选的运动员，但经过考量立刻减掉了111名。剩下的运动员必须满足赛前条件，比如进一步的赛前测试和在分析储存样本。只有符合要求才能获邀参加奥运会。备选运动员均未被奥斯瓦尔德委员会制裁。受邀参加比赛的中立俄罗斯运动员人数最终确定为169人。
此前，俄罗斯总统弗拉基米尔·普京和其他官员表示，不允许他们的运动员拿着俄罗斯国旗参赛，对俄罗斯来说是奇耻大辱。然而，他的发言人后来说没有讨论过抵制。国际奥委会决定宣布后，车臣首脑拉姆赞·卡德罗夫表示车臣运动员不会以中立旗帜参赛。12月6日，普京表示政府不会阻止运动员以个人名义参赛，但其他政客大声疾呼，要求抵制。俄罗斯联邦共产党主席根纳季·安德烈耶维奇·久加诺夫提议给观众送去苏联胜利旗。俄罗斯外交部长谢尔盖·维克托罗维奇·拉夫罗夫表示美国“惧怕公平比赛”，肯定普京认为美国在国际奥委会内部发挥影响力，“与禁药丑闻一唱一和”的立场。俄罗斯报纸《共青团真理报》调查显示，86%的民众反对以中立旗帜参加奥运会。
国际奥委会的拒绝遭到世界反运动禁药机构俄罗斯禁药计划首席调查员杰克·罗伯特森（Jack Robertson）的反对，表示国际奥委会发布“非惩罚性的惩罚意味在保护国际奥委会和俄罗斯的商业和政治利益的同时保存颜面。”他还强调俄罗斯告密者提供经验证据，“99%的国家级运动员都用了禁药”。他表示：“（世界反运动禁药机构）已经发现，俄罗斯运动员（达到）国家层面时，要么用禁药，要么完蛋，没有选择余地。”“目前我没有看到或听到任何情报，暗示国家资助的禁药计划已经消停”，他补充道。另据报道，俄罗斯官员密集游说美国政客，希望将大举报人格雷戈里·罗德契科夫引渡回俄罗斯。
国际体育仲裁院推翻了28名俄罗斯运动的禁令，恢复他们的奖牌的决定，遭到包括国际奥委会主席托马斯·巴赫等官员的猛烈抨击，巴赫表示该决定“非常让人失望和意外”。格雷戈里·罗德契科夫的律师表示“仲裁院的决定允许使用禁药的运动员逃避惩罚。”“（仲裁院的决定）为腐败的俄罗斯禁药体制，特别是普京带来不义之财。”，他补充道。
2019年12月9日，世界反兴奋剂机构执委会通過提議，4年內取消俄罗斯申办大型国际赛事的资格；禁止俄罗斯奥组委高官，包括该组织执委会所有成员访问或参加大型国际比赛；不過可舉證自己未使用禁藥的俄罗斯运动员，則允許以中立身份参加国际比赛。而且禁止俄罗斯代表队在大赛场地上升起俄罗斯国旗。這意味著4年內俄羅斯無緣奧運會，世界杯等重大赛事。12月27日，俄羅斯反禁藥組織宣佈，正式就判決上訴至国际体育仲裁院。2020年12月17日，国际体育仲裁法庭裁定俄罗斯反兴奋剂机构违规，宣佈俄羅斯方面上訴無效，但對俄羅斯反興奮劑中心的處罰縮短至兩年。期间俄罗斯無法参加包括东京奥运会等一切大型国际体育赛事，運動員雖可以以國家奧委會名義參賽，但禁止運動員攜帶任何標有「俄羅斯」字樣身份參賽。

### 比賽品質干擾
NHL聯盟不同意在2018年南韓平昌冬季奧運期間將NHL季賽休兵數星期。

## 比赛期间争议

### 判罚爭議
2月20日，在短道速滑女子3000米接力赛决赛中，第二和第三个冲过终点线的中国队和加拿大队被裁判判为阻挡犯规而取消成绩，而第一个冲过终点线的韩国队，被一些媒体和同行认为有同样犯规动作，裁判却没有作出任何判罚 。赛后，中国速滑队向国际滑联提出申诉，但国际滑联驳回了此次申诉，理由是申诉未在比赛结束30分钟内提出。
2月23日，2018年平昌冬奧會短道速滑男子5000米接力比賽中，匈牙利、中國和加拿大獲得前三位。在領獎之前，加拿大隊4名運動員弯下腰，伸出右手，在领奖台表面来回擦拭了几下，暗示「平昌冬奧會的頒獎台很髒」。隨後的頒花環節，當奧委會官員為加拿大隊員遞上平昌冬奧會吉祥物時，他們全部戴著手套與這位官員進行握手（帶著手套和別人握手，是極其不禮貌的行為）。但在與匈牙利、中國隊握手的時候，加拿大隊摘下了手套，與他們一一握手。最后冠亞季，三軍握手擁抱合影。加拿大选手查尔斯·沙梅林（Charles Hamelin）在推特上贴出四人一起“清扫”颁奖台的照片，并加上#清扫颁奖台 的标签。。
2月24日，在单板滑雪男子平行大回转的半决赛中，韩国选手李相昊以0.01秒的微弱优势战胜斯洛文尼亚选手扎恩·科希尔闯进决赛，但赛后有媒体指出，通过慢镜头回放显示，实际应该是斯洛文尼亚选手率先撞线。

### 評論員言論爭議
全美广播公司评论员约书亚·库珀·拉莫在开幕式转播期间，提到1910年到1945年日本侵略韩国，他补充道：“不过，但凡是韩国人都会告诉你，日本是文化、科技和经济楷模，对他们自身的转型一直很重要。”《韩国时报》称这番评论“不正确且不敏感”，写道：“成千上万名韩国人和非韩国人在社交媒体上一致批评拉莫和NBC体育台，敦促他们纠正这一错误信息并道歉。”对此，全美广播公司次日在电视直播中道歉并解雇拉莫。

### 賽程
如同最近的奥运会，多项比赛的赛程主要受到美国广播版权持有人全美广播公司的影响（由于全美广播公司支付大量费用购买奥运会版权，且全美广播公司为奥林匹克频道的主要负责公司，国际奥委会允许全美广播公司在在可能情况下影响比赛赛程，最大化美国电视收视率。）北美东部时区和韩国标准时相差14个小时，因此花样滑冰赛事被安排在韩国时间10点举行，使得全美广播公司能在美国东部时间8点左右的黄金时段内转播赛事，干扰了选手们的日常惯例，导致赛场观众很少。
相反，11项冬季两项比赛有8项在晚间举行，迫使选手在泛光灯、寒冷的气温和强风下滑雪和射击。

### 強風
许多雪地赛事受到强风干扰，条件险恶。开幕式在-22°C的大风寒冷天气下举行，部分观众因为寒冷提早离场。
荷兰选手尼克·范·德·维尔登在男子破面障碍技巧赛训练中被风刮倒，摔断了胳膊。许多赛事由于大风延期。雪车、自由式滑雪、高山滑雪、跳台滑雪和冬季两项赛事推迟甚至取消。2月14日，赛事第五天，原定四项比赛的高山滑雪只举行了一项男子全能赛。
女子坡面障碍技巧赛资格赛取消后，决赛中仍然有大风。第一轮25名参赛选手中只有5名选手站稳脚跟。没有选手比赛两个回合。多名选手表示决赛“不负责任”、“太过危险”，“不应该举行” 。但国际滑雪总会表示条件“在规范之内”。
2月14日，奥林匹克公园风太强，观众被送到室内避风，所有活动暂停。部分帐篷被吹到或散架，可口可乐冰箱受损。媒体帐篷也由于强风关闭。

## 其他

### 生態問題
环保团体对建造旌善高山滑雪中心时砍伐加里王山森林的问题表示担忧。政府表示必须伐树才能建造符合奥运标准的斜坡，赛后将会恢复森林。由于森林包含树龄较长的稀有树种，团体对老树的生长持怀疑态度。

### 世界地圖沒有日本
官方網站出現沒有日本列島的世界地圖。日本內閣官房長官菅义伟糾正該委員會。隨後委員會更新成正確地圖並稱是單純錯誤。

### 狗肉争议
本届奥运会再度在韩国引发狗肉消费问题的讨论。花样滑冰选手米根·迪阿梅尔抱怨食狗肉在韩国很常见且合法。肉狗是专用来吃而饲养的，但饲养条件极为恶劣。多家维权组织记载了狗被烧伤、电死、殴打或活活煮死的案例。部分亚洲人仍然相信打狗会让肉质更嫩。奥运前夕，韩国关闭了该国最大的狗肉市场，该市场保存着80多万只狗，占全国消费量三分之一。

### 拿不到三星手機事件
国际奥林匹克委员会和平昌组织委员会担心赠送伊朗和朝鲜运动会移动设备会违反联合国制裁，决定不向他们赠送三星Galaxy Note 8智能手机。对此，伊朗政府召见韩国特使抱怨该情况。
国际奥委会确认派发手机不违反2015年聯合全面行動計劃后联合国对伊朗的制裁后，所有运动员不论国籍都获赠Galaxy Note 8。然而，由于联合国制裁仍然生效，朝鲜运动员不会获得手机，他们将在回国前将设备交还给组织委员会。

### 網絡暴力問題
女子500米短道速滑决赛中韩国选手崔敏静因犯规被取消成绩，加拿大选手金伯丁（Kim Boutin）因此获得補上铜牌。其後金伯丁收到韩国网民的死亡威胁，最后金伯丁不得不被迫关闭自己的社交媒体账户。。

### 暴力行为
2018年2月15日，国际奥委会成员亚当·彭利被禁止进入停车场，由于路线只用于大巴，不向行人开放。被阻拦后，彭利责骂并推搡保安。保安表示，彭利曾威胁他们：“你们胆敢跟政府上报这件事，就别想在韩国工作了。”经过调查，彭利被逐出平昌奥运会，并为自己的行为道歉，但他否认有对抗。国际奥委会主席托马斯·巴赫于2月17日会见保安官员，以个人名义道歉。

## 註解和參考資料
1. ↑  . DW. 2017-01-13  [2017-01-13]. （原始内容存档于2020-09-26）.
2. ↑  . Reuters. 2017-09-22  [2017-11-22]. （原始内容存档于2017-09-22）.
3. ↑  . Reuters. 2017-09-20  [2018-02-10]. （原始内容存档于2017-09-23）.
4. ↑  . Reuters. 2017-09-22  [2017-11-22]. （原始内容存档于2017-09-22）.
5. ↑  . The Straits Times. 2017-09-23  [2018-02-10]. （原始内容存档于2017-09-23）.
6. ↑  . Business Insider. 2017-12-07  [2018-02-10]. （原始内容存档于2017-12-31）.
7. ↑  Mitchell, Ellen. . The Hill. 2017-12-07  [2018-01-04]. （原始内容存档于2018-01-03）.
8. ↑  Longman, Jeré. . The New York Times. 2018-01-03  [2018-01-06]. （原始内容存档于2018-02-09）.
9. ↑  . Associated Press. 2018-01-10  [2018-01-10]. （原始内容存档于2020-09-22）.
10. 1 2  Ruiz, Rebecca C.; Panja, Tariq. . The New York Times. 2017-12-05  [2017-12-05]. （原始内容存档于2018-02-27）.
11. ↑  . olympic.org. 2017-12-20  [2018-02-10]. （原始内容存档于2018-03-23）.
12. ↑  . The Moscow Times. 2017-12-05  [2017-12-05]. （原始内容存档于2018-02-27）.
13. ↑  . International Olympic Committee. 2018-02-01  [2018-02-04]. （原始内容存档于2018-02-28）.
14. ↑  .   [2018-02-10]. （原始内容存档于2021-04-15）.
15. ↑  . International Olympic Committee. 2018-01-25  [2018-01-30]. （原始内容存档于2018-02-27）.
16. ↑  . The New York Times. 2018-01-25  [2018-02-04]. （原始内容存档于2018-03-25）.
17. ↑  . Yahoo Sports. Agence France-Presse. 2017-10-19  [2017-12-05]. （原始内容存档于2017-12-06）.
18. ↑  . Championat.com.   [2017-12-06]. （原始内容存档于2018-02-27）.
19. ↑  . Interfax.ru.   [2017-12-06]. （原始内容存档于2017-12-31）.
20. ↑  . CNN. 2017-12-06  [2017-12-06]. （原始内容存档于2018-02-09）.
21. ↑  . mk.ru. 2018-01-30  [2018-02-05]. （原始内容存档于2018-02-05）.
22. ↑  . TASS. 2018-01-15  [2018-01-18]. （原始内容存档于2018-01-18）.
23. ↑  . bbc.com. 2017-11-09  [2018-01-18]. （原始内容存档于2018-02-07）.
24. ↑  . kp.ru. 2017-12-20  [2018-02-04]. （原始内容存档于2018-02-05）.
25. ↑  . The New York Times. 2017-12-27  [2017-12-27]. （原始内容存档于2017-12-27）.
26. ↑  . Inside the Games. 2017-12-26  [2017-12-27]. （原始内容存档于2017-12-26）.
27. ↑  . rferl.org. 2018-02-04  [2018-02-04]. （原始内容存档于2018-02-04）.
28. ↑  . nbcsports.com. 2018-02-01  [2018-02-04]. （原始内容存档于2018-02-05）.
29. ↑  .   [2019-12-09]. （原始内容存档于2019-12-09）.
30. ↑  .   [2019-12-28]. （原始内容存档于2019-12-28）.
31. ↑  .   [2020-12-18]. （原始内容存档于2021-01-06）.
32. ↑  . 网易体育. 2018-02-22  [2018-02-26]. （原始内容存档于2018-02-25）.
33. ↑  . 国际在线. 2018-02-21  [2018-02-21]. （原始内容存档于2018-02-21）.
34. ↑  . 东方体育. 2018-02-21  [2018-02-22]. （原始内容存档于2018-02-22）.
35. 1 2  . 观察者网. 2018-02-23. （原始内容存档于2018-02-24）.
36. ↑  . 腾讯体育. 2018-02-24. （原始内容存档于2018-02-26）.
37. ↑  Chase, Chris. . MSN.com. 2018-02-10  [2018-02-12]. （原始内容存档于2018-02-11）.
38. ↑  . New York Daily News. Associated Press. 2018-02-11  [2018-02-12].[永久]
39. ↑  Staff, SVG. . Sports Video Group.   [2018-02-02]. （原始内容存档于2018-02-03） （英语）.
40. ↑  . Reuters. 2018-02-09  [2018-02-21]. （原始内容存档于2020-11-09）.
41. ↑  . Associated Press (USA Today). 2018-02-09  [2018-02-21]. （原始内容存档于2018-06-14）.
42. ↑  Davis, Scott. . Business Insider. 2018-02-09  [2018-02-21]. （原始内容存档于2018-06-13）.
43. ↑  Longman, Jere. . The New York Times. 2018-02-12  [2018-02-21]. （原始内容存档于2018-02-16）.
44. ↑  . Associated Press (USA Today). 2018-02-10  [2018-02-21]. （原始内容存档于2018-02-15）.
45. ↑  . USA TODAY.   [2018-02-14]. （原始内容存档于2018-06-13）.
46. ↑  . The Hankyoreh.   [2018-02-21]. （原始内容存档于2018-02-15）.
47. ↑  . Reuters. 2017  [2018-02-21]. （原始内容存档于2020-11-09）.
48. ↑  . Nederlandse Omroep Stichting.   [2018-02-15]. （原始内容存档于2018-06-13） （荷兰语）.
49. ↑  . www.nu.nl.   [2018-02-14]. （原始内容存档于2018-06-13） （荷兰语）.
50. ↑  . www.nu.nl.   [2018-02-21]. （原始内容存档于2018-02-12）.
51. ↑  . www.nu.nl.   [2018-02-14]. （原始内容存档于2018-02-13）.
52. ↑  Ingle, Sean. . the Guardian. 2018-02-12  [2018-02-14]. （原始内容存档于2020-11-09）.
53. ↑  .   [2018-02-14]. （原始内容存档于2019-07-25）.
54. 1 2  .   [2018-02-14]. （原始内容存档于2018-06-13）.
55. 1 2  . www.nu.nl.   [2018-02-21]. （原始内容存档于2018-06-10） （荷兰语）.
56. ↑  . USA TODAY.   [2018-02-14]. （原始内容存档于2019-08-23）.
57. ↑  .   [2018-02-14]. （原始内容存档于2018-06-13）.
58. ↑  . 2018-02-12  [2018-02-14]. （原始内容存档于2019-11-16） –www.bbc.co.uk.
59. ↑  .   [2018-02-14]. （原始内容存档于2018-06-13）.
60. ↑  . The Guardian. 2018-01-03  [2018-02-10]. （原始内容存档于2020-12-23）.
61. ↑   [World map of official site of PyeongChang Olympics without Japanese archipelago draw wrath of Japanese]. Huffington Post Korea. 2017-09-27  [2017-12-06]. （原始内容存档于2017-12-04）.
62. ↑   ["PyeongChang Olympic World Map does not have Japan ..." Japan 'protested']. Yonhap News. 2017-09-27  [2017-12-06]. （原始内容存档于2018-10-15）.
63. ↑  Map without Japanese archipelago Map correctedComparison of maps （页面存档备份，存于）
64. ↑  . The Washington Post. 2017-09-27  [2017-12-06]. （原始内容存档于2018-06-13）.
65. ↑  . USA TODAY. 2018-02-07  [2018-02-17]. （原始内容存档于2020-07-29） （英语）.
66. ↑  . the Guardian. 2017-02-28  [2018-02-17]. （原始内容存档于2020-11-11） （英语）.
67. ↑  Dehghan, Saeed Kamali. . the Guardian. 2018-02-08  [2018-02-09]. （原始内容存档于2020-11-09）.
68. ↑  Editorial, Reuters. . Reuters. 2018-02-08  [2018-02-09]. （原始内容存档于2018-07-28）.
69. ↑  Seo, Jin Wook. . Money Today. 2018-02-09  [2018-02-12]. （原始内容存档于2018-02-12）.
70. ↑  . KBS. 2018-02-16  [2018-02-22]. （原始内容存档于2018-06-13） （韩语）.
71. ↑  . Around the rings. 2018-02-17  [2018-02-22]. （原始内容存档于2018-02-17） （英语）.